# سانت بلزي غات (كورنوال)
سانت بلزي غات (بالإنجليزية: St Blazey Gate)‏ هي قرية تقع في المملكة المتحدة في كورنوال.